# Penny Mordaunt
Penelope Mary Mordaunt (Torquay, Inglaterra, 4 de março de 1973) é uma política britânica que atuou lorde Presidente do Conselho e Líder da Câmara dos Comuns de 2022 a 2024. Membro do Partido Conservador, ela foi membro do Parlamento (MP) representando Portsmouth North desde 2010 até 2024. Ela atuou anteriormente como Secretária de Estado para o Desenvolvimento Internacional entre 2017 e 2019 e Secretária de Estado para a Defesa em 2019 sob o Gabinete de Theresa May.
Mordaunt foi eleita para a Câmara dos Comuns em maio de 2010. Sob o governo de coalizão de David Cameron, ela atuou como Subsecretária de Estado Parlamentar para Descentralização de 2014 a 2015. Após as eleições gerais de 2015, Cameron a promoveu a Ministra de Estado para as Forças Armadas, a primeira mulher a ocupar o cargo. Mordaunt apoiou o Brexit no referendo de 2016 sobre a adesão à UE. Após a nomeação de Theresa May como Primeira-Ministra, Mordaunt foi nomeada Ministra de Estado para Pessoas com Deficiência, Trabalho e Saúde. Em 2017, após a demissão de Priti Patel, foi nomeada Secretária de Estado para o Desenvolvimento Internacional. Ela também atuou como Ministra da Mulher e da Igualdade de 2018 a 2019.
Em maio de 2019, Mordaunt foi nomeada Secretária de Estado da Defesa, substituindo Gavin Williamson, tornando-se a primeira mulher a ocupar o cargo. Ela serviu como Secretária de Defesa por 85 dias antes de ser destituída do cargo pelo novo primeiro-ministro Boris Johnson. Na remodelação em fevereiro de 2020, ela voltou ao governo como Tesoureira Geral. Na remodelação em 2021, foi nomeada Ministra de Estado da Política Comercial.
Após a renúncia de Johnson em julho de 2022, Mordaunt concorreu à corrida pela liderança para se tornar a líder do Partido Conservador e, portanto, a primeira-ministra, mas foi eliminada. Depois da demissão de Liz Truss em Outubro de 2022 anunciou ser de novo candidata mas desistiu rapidamente.

## Início da vida e carreira
Mordaunt nasceu em 4 de março de 1973 em Torquay, Devon. Filha de um ex-paraquedista, ela afirma que recebeu o nome do cruzador HMS Penelope da classe Arethusa. Seu pai, John Mordaunt, nascido em Hilsea Barracks, serviu no Regimento de Paraquedistas antes de se retreinar como professor, e mais tarde como jovem trabalhador do Conselho de Hampshire. Sua mãe, Jennifer (nascida Snowden), era professora de necessidades especiais em várias escolas de Purbrook. Através de sua mãe ela é parente de Philip Snowden, o primeiro chanceler trabalhista do Tesouro. A atriz Dame Angela Lansbury é prima de sua avó, e, portanto, ela é parente distante do ex-líder trabalhista George Lansbury. Mordaunt tem dois irmãos: seu gêmeo, James, e um irmão mais novo, Edward. Mordaunt foi educado na Oaklands Roman Catholic Comprehensive School em Waterlooville, Hampshire e estudou teatro na Victoryland Theatre School.
Mordaunt tinha 15 anos quando sua mãe morreu de câncer de mama e, seguindo seu irmão gêmeo em deixar a escola, ela se tornou a principal cuidadora de seu irmão mais novo, Edward. No ano seguinte, seu pai também foi diagnosticado com câncer, do qual se recuperou. Para pagar seus estudos, Mordaunt trabalhou em uma fábrica da Johnson & Johnson e tornou-se assistente do mágico Will Ayling, ex-presidente da Portsmouth Magical Society e do The British Ring of the International Brotherhood of Magicians.
Mordaunt atribuiu seu interesse pela política às suas experiências de trabalho em hospitais e orfanatos da Romênia em seu ano sabático, enquanto aquele país estava no rescaldo da revolução de 1989.
Mordaunt estudou filosofia na Universidade de Reading, graduando-se em 1995 com honras de segunda classe. Ela foi o primeiro membro de sua família a frequentar a universidade. Mordaunt foi ativa na política estudantil e serviu como presidente da União dos Estudantes da Universidade de Reading.
Após sua formatura, o emprego de Mordaunt foi focado em relações públicas em vários setores. Sob o primeiro-ministro John Major, ela foi chefe da juventude do Partido Conservador, antes de trabalhar por dois anos como chefe de radiodifusão do partido sob o líder do partido William Hague. Ela trabalhou como especialista em comunicação para a Freight Transport Association (agora Logistics UK) de 1997 a 1999. Em 2000, ela trabalhou brevemente como chefe de imprensa estrangeira para a campanha presidencial de George W. Bush. Ela foi Diretora de Comunicações do Royal Borough of Kensington and Chelsea de 2001 a 2003, antes de partir para criar um novo site anglo-americano chamado 'virtualconservatives'. Ela trabalhou para a campanha de Bush novamente em 2004. Ela foi diretora do Community Fund que se fundiu com o New Opportunities Fund para criar o Big Lottery Fund e criou o programa Veterans Reunited, permitindo que homens e mulheres de serviço visitassem campos de batalha da Segunda Guerra Mundial e se envolvessem em eventos comemorativos.  Em 2006, ela se tornou uma das seis diretoras da instituição de caridade Diabetes UK.

## Carreira parlamentar
Em novembro de 2003, Mordaunt foi selecionada como candidato conservador para disputar Portsmouth North nas eleições gerais de 2005. Ela alcançou uma virada de 5,5% para os conservadores, mas perdeu para a candidata trabalhista Sarah McCarthy-Fry por 1.139 votos. Um crítico de listas só de mulheres, Mordaunt trabalhou após a eleição de 2005 como chefe de gabinete da campanha de liderança abortada de David Willetts.
Mordaunt foi re-selecionado em janeiro de 2006 para disputar Portsmouth North nas eleições gerais de 2010. Na eleição, ela ganhou a cadeira com uma oscilação de 8,6% do Partido Trabalhista, dando-lhe uma maioria de 7.289. Ela foi reeleita nas eleições gerais de 2015, 2017 e 2019.
Após sua eleição em 2010, ela foi membro do Comitê de Projeto de Lei Pública para a Lei de Reforma da Defesa de 2014. Ela é uma defensora da homeopatia, tendo assinado uma moção inicial em apoio ao seu financiamento contínuo no Serviço Nacional de Saúde. 
Mordaunt serviu como Subsecretária de Estado Parlamentar para a Descentralização de 2014 a 2015, antes de ser nomeada Ministra de Estado das Forças Armadas em 2015, a primeira mulher a ocupar o cargo.
Durante o tempo de Mordaunt como Subsecretária Parlamentar do Departamento de Comunidades e Governo Local, ela foi acusada pelo Sindicato dos Bombeiros de "enganar os deputados sobre as garantias dadas aos bombeiros pelas autoridades de bombeiros sobre o que aconteceria com suas aposentadorias se fossem reprovados nos testes de aptidão". Essa disputa levou à greve dos bombeiros pelo aumento da idade de aposentadoria. 
Ao receber o prêmio de Discurso do Ano no Prêmio Parlamentar do Ano da revista The Spectator em novembro de 2014, Mordaunt disse que havia feito um discurso na Câmara dos Comuns pouco antes do recesso da Páscoa em 2013 sobre o bem-estar das aves, de modo a usar a palavra "cock" ("galo") como uma multa por uma contravenção durante o treinamento da Reserva Naval. Ela usou a palavra "cock" seis vezes e "lay" ou "laid" cinco vezes. Após seus comentários, ela foi acusada pela parlamentar trabalhista Kate Hoey de banalizar o parlamento.
Em 2014, Mordaunt propôs o endereço leal em resposta ao discurso da rainha no trono.
Em 2014, Mordaunt apareceu no reality show Splash!. Embora seus oponentes trabalhistas tenham criticado a aparição na mídia, questionando se seu foco deveria estar em seu trabalho eleitoral, Mordaunt afirmou que a resposta foi extremamente positiva e defendeu sua aparência, afirmando que ela estava doando todas as suas £ 10.000 taxa de aparição mais qualquer patrocínio adicional para caridade; £ 7.000 para a renovação de seu lido local e o restante para quatro instituições de caridade das forças armadas.
No referendo de adesão à UE, Mordaunt apoiou o Brexit. 
Em junho de 2020, em resposta ao vandalismo de memoriais de guerra, Mordaunt declarou: "Gostaria de sugerir que, para alguns culpados de vandalizar esses memoriais, eles podem se beneficiar de algum tempo gasto com nosso pessoal de serviço - talvez em um campo de batalha. Isso pode dar a eles uma nova apreciação do que essas pessoas passam por causa delas." 
Em junho de 2020, Mordaunt disse que parte da Assistência ao Desenvolvimento Ultramarino deveria ser gasto em um substituto para o Iate Real Britannia.

### Secretário de Estado para o Desenvolvimento Internacional

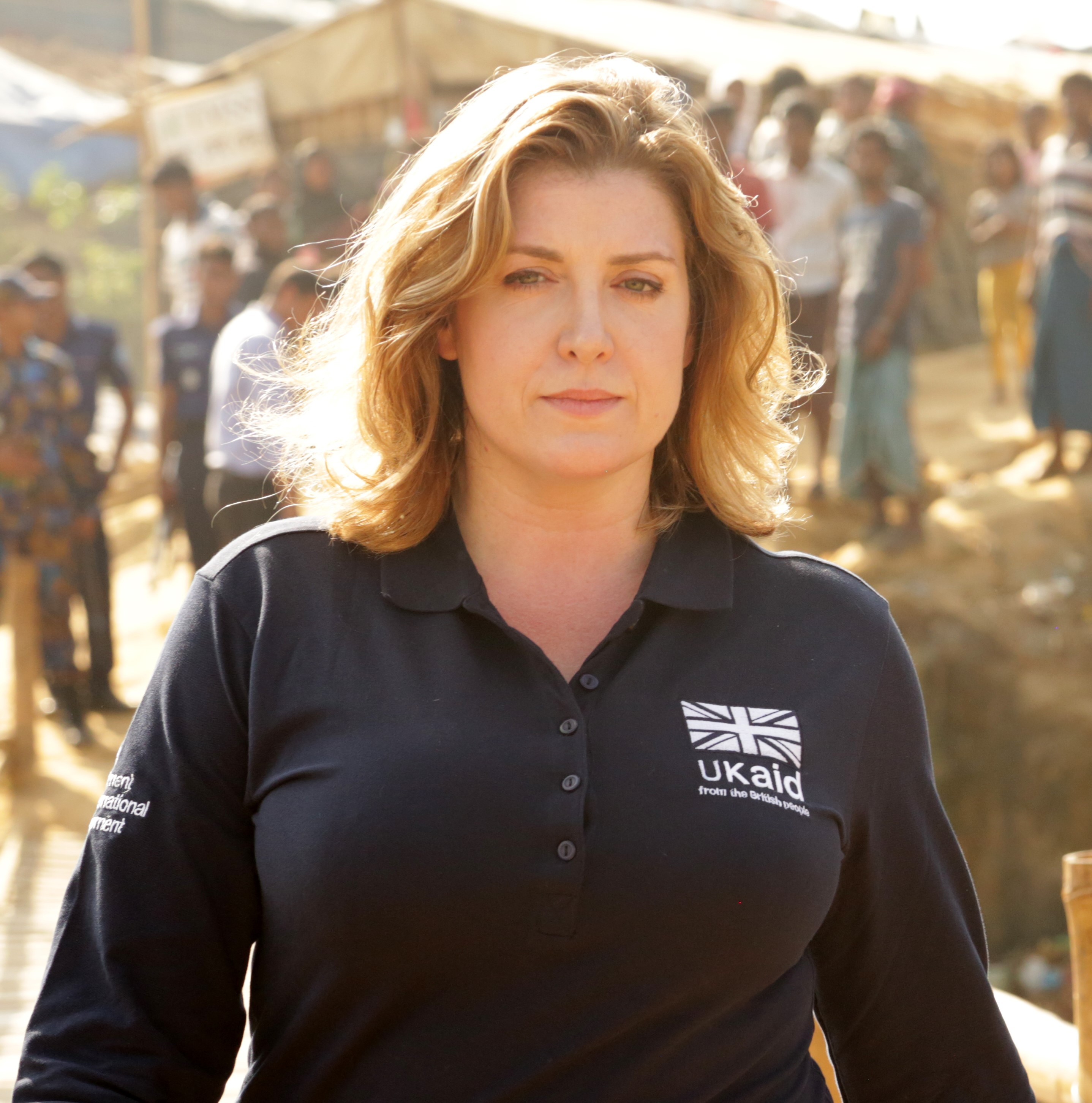
Mordaunt em uma visita a Kutupalong em Bangladesh em novembro de 2017

Mordaunt foi nomeada Secretária de Estado para o Desenvolvimento Internacional em 9 de novembro de 2017, depois que Priti Patel renunciou.
Em fevereiro de 2018, uma investigação do jornal The Times revelou alegações de má conduta de funcionários da Oxfam operando no Haiti, após o terremoto de 2010. Mordaunt argumentou que a Oxfam, que havia recebido 32 milhões de libras em fundos do governo no ano financeiro anterior, falhou em sua "liderança moral" sobre o escândalo. Ela também disse que a Oxfam fez "absolutamente a coisa errada" ao não relatar os detalhes das alegações ao governo. Mordaunt sentiu que era importante que as organizações de ajuda denunciem as ofensas porque ela suspeitava que havia pedófilos "visando" o setor de caridade para realizar atividades predatórias.

### Ministra da Mulher e da Igualdade
Ela se tornou ministra da Mulher e da Igualdade em abril de 2018, substituindo Amber Rudd, que renunciou após o escândalo Windrush. Em julho de 2018, ela se tornou a primeira ministra a usar a linguagem de sinais na Câmara dos Comuns, recebendo aplausos de todos os lados. Em março de 2019, ela foi criticada em um artigo de jornal por Maya Forstater, que alegou que ela não respondeu a algumas perguntas de satisfação de alguns usuários do Mumsnet sobre sexo e gênero durante um webchat realizado no Dia Internacional da Mulher.
No Parlamento , ela já havia participado do Comitê de Privacidade e Injunções (Comitê Misto), do Comitê de Defesa, do Comitê de Escrutínio Europeu e dos Comitês de Controle de Exportação de Armas (anteriormente Comitê Quadripartido). 

### Secretária de Estado da Defesa

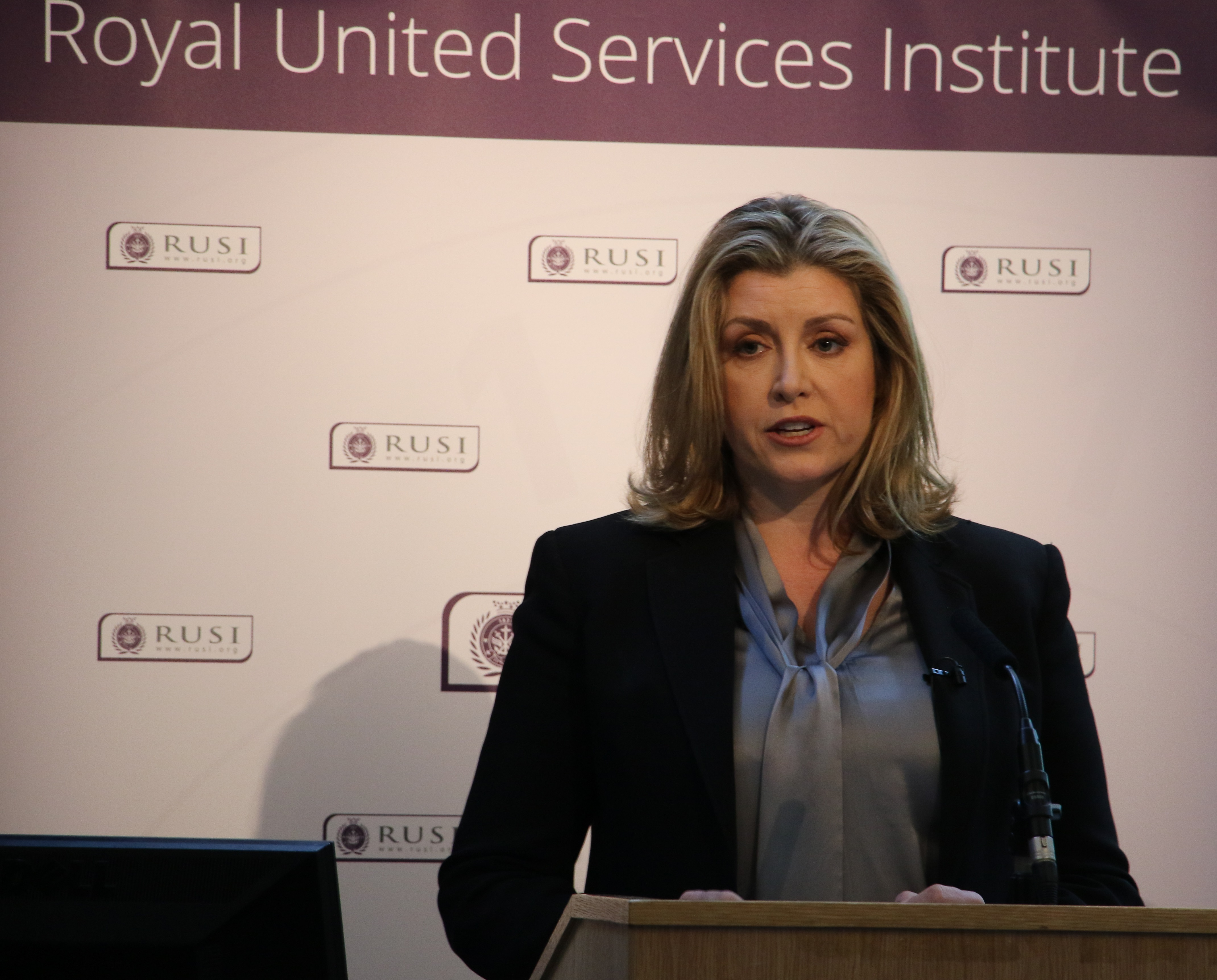
Mordaunt no Royal United Services Institute em maio de 2019

Em 1º de maio de 2019, Mordaunt foi nomeada a primeira secretária de Estado para defesa após a demissão de Gavin Williamson. Depois que Boris Johnson se tornou primeiro-ministro, Mordaunt deixou o governo em 24 de julho de 2019.

### Carreira ministerial posterior
Em uma remodelação do gabinete em fevereiro de 2020, Mordaunt reentrou no governo, juntando-se ao Gabinete como Pagador Geral em sucessão a Oliver Dowden.  Ela foi a copresidente alternativa do Reino Unido do Comitê Conjunto do Acordo de Saída da UE. Ela foi nomeada Ministra de Estado para Política Comercial na remodelação do gabinete de 2021. 

### Eleição de liderança do Partido Conservador de 2022

Logo usado pela candidatura de Mordaunt em 2022

Em julho de 2022, Mordaunt lançou sua candidatura para ser a próxima líder conservadora e, consequentemente, primeira-ministra do Reino Unido. Um vídeo promocional inicial publicado por sua campanha atraiu críticas por apresentar imagens do ex-velocista profissional Oscar Pistorius, que assassinou sua namorada Reeva Steenkamp em 2013. A atleta Jonnie Peacock pediu para ser removida do mesmo vídeo publicado por sua campanha. A campanha de Mordaunt editou o vídeo para remover imagens de Peacock e Pistorius.
No início do concurso, o jornalista Owen Jones acusou Mordaunt de "jogar pessoas trans debaixo de um ônibus para avançar em sua própria carreira" depois que ela pareceu negar sua declaração de 2018 de que "mulheres trans são mulheres e homens trans são homens" ao insistir em uma base estritamente biológico para a feminilidade. Depois que um dos favoritos para se tornar o próximo líder conservador Ben Wallace anunciou que não se candidataria, Mordaunt era a favorita nas pesquisas conduzidas pelo blog político ConservativeHome.
Mordaunt foi um dos oito candidatos que alcançaram as 20 indicações necessárias até o prazo de 12 de julho. Três outros candidatos tiveram que desistir mais cedo naquele dia. No final das indicações, Mordaunt e Rishi Sunak estavam sendo relatados como favoritos em conjunto com as casas de apostas.

## Serviço Naval
Mordaunt é uma Reservista da Marinha Real. Em 2010, ela estava servindo como subtenente interina, no estabelecimento costeiro HMS King Alfred em Whale Island. De maio de 2015 até abril de 2019, ela não teve nenhum compromisso anual de treinamento e não recebeu remuneração da Marinha. Ela foi nomeada comandante honorária em abril de 2019, e capitã honorária em 30 de junho de 2021. Em 2022, ela era a única mulher parlamentar na Royal Naval Reserve.

## Vida pessoal
Membro da Royal Society of Arts, da British Astronomical Association, desde 2013 foi presidente do Wymering Manor Trust em Portsmouth. Ela dirigiu a equipe visitante da Liga dos Amigos no Hospital Queen Alexandra em Portsmouth por oito anos. Ela é patrona do Victoria Cross Trust e Enable Ability, uma instituição de caridade para deficientes com sede em Portsmouth, além de ser embaixadora do Escotismo. 
Mordaunt conheceu Paul Murray quando ambos eram estudantes da Universidade de Reading e se casou com ele em 1999, mas isso terminou em divórcio no ano seguinte. Mais tarde, ela teve um relacionamento de longo prazo com Ian Lyon, um cantor clássico. Seus hobbies incluem astronomia e pintura. Ela possui quatro gatos birmaneses.
Mordaunt é descendente de Denis e Mary Mordaunt, que nasceram no condado de Wexford, na Irlanda, durante o final do século XVIII, de acordo com um site de genealogia mantido por seu tio Henry Mordaunt.
Em 2022, foi candidata à sucessão de Liz Truss, na liderança do Partido Conservador e do governo britânico.

## Publicações
- Greater: Britain after the storm (com Chris Lewis, 2021)